# Medicina del treball
La medicina de treball és l'especialitat mèdica que s'encarrega de protegir la salut dels treballadors mitjançant intervencions mèdiques preventives, curatives i de rehabilitació. Són metges i infermers especialitzats per controlar els efectes sobre els treballadors dels riscos laborals. És un ofici essencialment interdisciplinari. És menester col·laborar en equip amb professionals d'altres disciplines, com la seguretat en el treball, la higiene industrial, l'ergonomia i la psicologia. Desenvolupa plans de vigilància de la salut i elabora plans de prevenció. Fa la formació sobre primers auxilis i prevenció de riscos específics.
La medicina de treball té dues missions principals: l'assistència al lloc de treball i la prevenció d'accidents i malalties en relació amb la feina. A més d'intervenir en cas d'incidència o problema individual, el metge de treball ha d'analitzar els riscs i proposar i controlar les mesures per a millorar la seguretat i salut laboral dels treballadors. Segons la mida de l'empresa, té un servei propi o, sobretot per a petites empreses, subcontracta a serveis exteriors. També han de seguir amb particular atenció els grups de risc com ara treballadores embarassades, joves treballadors de 16 a 18 anys, no propis de l'empresa i doncs poc familiaritzats amb les rutines com ara els enviats d'empreses de treball temporal (ETT)
A l'estat espanyol és una especialitat legalment reconeguda.